# Saint-Thomas-en-Argonne

Saint-Thomas-en-Argonne este o comună în departamentul Marne, Franța. În 2009 avea o populație de 43 de locuitori.